# اجنهالی، چیکنایاکانهالی
اجنهالی، چیکنایاکانهالی (به انگلیسی: Ajjenahalli, Chiknayakanhalli) یک منطقهٔ مسکونی در هند است که در کارناتاکا واقع شده‌است.